# Touba (Costa de Marfil)
Touba es una localidad de Costa de Marfil, capital del Departamento de Touba.
Se trata de un pueblo con un importante mercado regional al que acude población de localidades cercanas. Se conoce a la localidad de Touba como la capital de la etnia mahouka.